# Glenn Hoddle
Glenn Hoddle (London, 1957. október 27. –) labdarúgóedző, többek közt a Tottenham Hotspur és az angol válogatott korábbi játékosa.

## Pályafutása

### Tottenham Hotspur (1975–1987)
Hoddle iskolásként csatlakozott a klubhoz 1974 áprilisában, egy másik Tottenham legenda, Martin Chivers ajánlására. 1975 augusztusában, 17 évesen debütált egy Norwich City elleni mérkőzésen, csereként beállva.

### A válogatottban
Hoddle az angol válogatott tagja volt 1979-től 1988-ig. Részt vett az 1982-es és 1986-os világbajnokságon, valamint az 1980-as és az 1988-as Európa-bajnokságon.

## Statisztikái

### Klubcsapatokban
| Teljesítményei klubokban | Teljesítményei klubokban | Teljesítményei klubokban | Bajnokság | Bajnokság | Kupa            | Kupa            | Ligakupa          | Ligakupa          | Nemzetközi | Nemzetközi | Összesen | Összesen |
| Szezon                   | Klub                     | Bajnokság                | Mérk.     | Gól       | Mérk.           | Gól             | Mérk.             | Gól               | Mérk.      | Gól        | Mérk.    | Gól      |
| Anglia                   | Anglia                   | Anglia                   | Bajnokság | Bajnokság | FA-kupa         | FA-kupa         | Ligakupa          | Ligakupa          | Európai    | Európai    | Összesen | Összesen |
| ------------------------ | ------------------------ | ------------------------ | --------- | --------- | --------------- | --------------- | ----------------- | ----------------- | ---------- | ---------- | -------- | -------- |
| 1975–76                  | Tottenham Hotspur        | First Division           | 7         | 1         | 0               | 0               | 0                 | 0                 | –          | –          | 7        | 1        |
| 1976–77                  | Tottenham Hotspur        | First Division           | 39        | 4         | 1               | 0               | 2                 | 1                 | –          | –          | 42       | 5        |
| 1977–78                  | Tottenham Hotspur        | Second Division          | 41        | 12        | 2               | 1               | 2                 | 0                 | –          | –          | 45       | 13       |
| 1978–79                  | Tottenham Hotspur        | First Division           | 35        | 7         | 5               | 1               | 2                 | 1                 | –          | –          | 42       | 9        |
| 1979–80                  | Tottenham Hotspur        | First Division           | 41        | 19        | 6               | 2               | 2                 | 1                 | –          | –          | 49       | 22       |
| 1980–81                  | Tottenham Hotspur        | First Division           | 38        | 12        | 9               | 2               | 6                 | 1                 | –          | –          | 53       | 15       |
| 1981–82                  | Tottenham Hotspur        | First Division           | 34        | 10        | 7               | 3               | 8                 | 1                 | 8          | 1          | 57       | 15       |
| 1982–83                  | Tottenham Hotspur        | First Division           | 24        | 1         | 1               | 0               | 3                 | 0                 | 1          | 0          | 29       | 1        |
| 1983–84                  | Tottenham Hotspur        | First Division           | 24        | 4         | 3               | 0               | 3                 | 1                 | 6          | 0          | 36       | 5        |
| 1984–85                  | Tottenham Hotspur        | First Division           | 28        | 8         | 3               | 0               | 3                 | 0                 | 6          | 0          | 40       | 8        |
| 1985–86                  | Tottenham Hotspur        | First Division           | 31        | 7         | 5               | 1               | 5                 | 0                 | –          | –          | 41       | 8        |
| 1986–87                  | Tottenham Hotspur        | First Division           | 35        | 3         | 6               | 1               | 8                 | 4                 | –          | –          | 49       | 8        |
| Franciaország            | Franciaország            | Franciaország            | Bajnokság | Bajnokság | Coupe de France | Coupe de France | Coupe de la Ligue | Coupe de la Ligue | Európai    | Európai    | Összesen | Összesen |
| 1987–88                  | AS Monaco                | Division 1               | 34        | 8         | 3               | 1               | –                 | –                 | –          | –          | 37       | 9        |
| 1988–89                  | AS Monaco                | Division 1               | 32        | 18        | 9               | 2               | –                 | –                 | 6          | 0          | 47       | 20       |
| 1989–90                  | AS Monaco                | Division 1               | 3         | 1         | 0               | 0               | –                 | –                 | 0          | 0          | 3        | 1        |
| 1990–91                  | AS Monaco                | Division 1               | 0         | 0         | 0               | 0               | –                 | –                 | 0          | 0          | 0        | 0        |
| Anglia                   | Anglia                   | Anglia                   | Bajnokság | Bajnokság | FA-kupa         | FA-kupa         | Ligakupa          | Ligakupa          | Európai    | Európai    | Összesen | Összesen |
| 1991–92                  | Swindon Town             | Second Division          | 22        | 0         | 0               | 0               | 3                 | 0                 | –          | –          | 25       | 0        |
| 1992–93                  | Swindon Town             | First Division           | 45        | 2         | 1               | 0               | 3                 | 1                 | –          | –          | 49       | 3        |
| 1993–94                  | Chelsea                  | Premier League           | 19        | 1         | 2               | 0               | 3                 | 0                 | –          | –          | 24       | 1        |
| 1994–95                  | Chelsea                  | Premier League           | 12        | 0         | 0               | 0               | 0                 | 0                 | 3          | 0          | 15       | 0        |
| Összesen                 | Anglia                   | Anglia                   | 475       | 91        | 51              | 11              | 53                | 11                | 24         | 1          | 603      | 114      |
| Összesen                 | Franciaország            | Franciaország            | 69        | 27        | 12              | 3               | —                 | —                 | 6          | 0          | 87       | 30       |
| Teljes karrier           | Teljes karrier           | Teljes karrier           | 544       | 118       | 63              | 14              | 53                | 11                | 30         | 1          | 690      | 144      |

## Sikerei, díjai

### Játékosként
Tottenham Hotspur
- FA-kupa 2: 1980–81, 1981–82
- FA Charity Shield: 1981
- UEFA-kupa: 1983–84

AS Monaco
- Division 1: 1987–88

Egyéni
- Az év fiatal angol labdarúgója (PFA): 1979–80
- Az év csapata a másodosztályban (PFA): 1977–78
- Az év csapata az elsőosztályban (PFA): 1979–80, 1981–82, 1983–84, 1985–86, 1986–87
- PFA a század csapata (1977–1996): 2007
- Az év külföldi játékosa (Division 1): 1987–88
- Angol labdarúgó-hírességek csarnoka: 2007

### Játékos-edzőként
Swindon Town
- EFL Championship rájátszás: 1993

Chelsea
- FA-kupa – döntős: 1993–94

### Edzőként
Tottenham Hotspur
- Ligakupa – döntős: 2001–02

Egyéni
- Premier League – A hónap edzője díj: 2001. október, 2002. augusztus